# Amtsgericht Gelsenkirchen

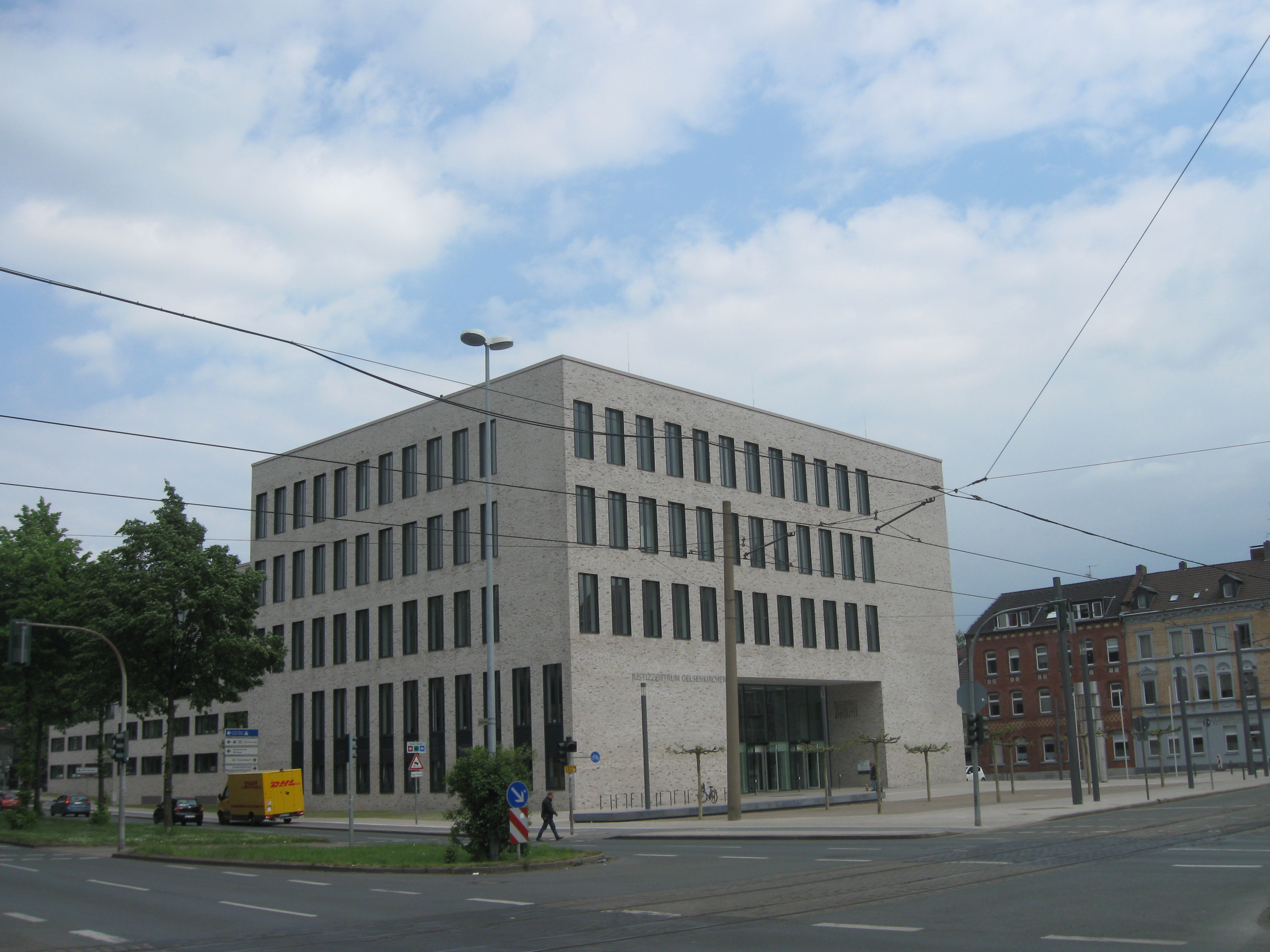
Das Justizzentrum Gelsenkirchen an der Bochumer Straße ist seit 2016 Sitz des Amtsgerichts Gelsenkirchen

Gelsenkirchen ist Sitz des Amtsgerichts Gelsenkirchen, das für die kreisfreie Stadt Gelsenkirchen zuständig ist.

## Weitere Zuständigkeiten
Das Amtsgericht Gelsenkirchen ist als Registergericht für das Handelsregister, Genossenschaftsregister und das Vereinsregister der Amtsgerichtsbezirke Gelsenkirchen, Dorsten, Marl, Bottrop und Gladbeck zuständig.

## Übergeordnete Gerichte
Das dem Amtsgericht Gelsenkirchen übergeordnete Landgericht ist das Landgericht Essen, das wiederum dem Oberlandesgericht Hamm untersteht.

## Umstrukturierung und Umzug ins Justizzentrum
Mit der Fertigstellung des im Süden der Stadt am Gelsenkirchener Wissenschaftspark neu entstandenen Justizzentrums Gelsenkirchen wurden die beiden bisher im Stadtgebiet Gelsenkirchen bestehenden Amtsgerichte Gelsenkirchen und Gelsenkirchen-Buer zusammengelegt. Das Amtsgericht Gelsenkirchen-Buer wurde zum 1. Januar 2016 aufgelöst. Seitdem ist allein das Amtsgericht Gelsenkirchen für das ganze Gebiet der Stadt Gelsenkirchen zuständig. Der Umzug in das neue Justizzentrum an der Bochumer Straße 79 fand planmäßig zum 18. Januar 2016 statt. Der Sitzungsbetrieb wurde im Verlauf des Monats Januar schrittweise aus den beiden bisherigen Gerichtsgebäuden Overwegstraße 35 (Mitte) und Goldbergstraße 89 (Buer) an den neuen Standort verlagert und findet seit dem 27. Januar 2016 ausschließlich in den neuen Räumlichkeiten statt. Am 29. April 2016 weihte der nordrheinwestfälische Justizminister Thomas Kutschaty, der ein Jahr zuvor auch am Richtfest (27. April 2015) teilgenommen hatte, das neue Justizzentrum offiziell ein.

## Personal und Ausstattung

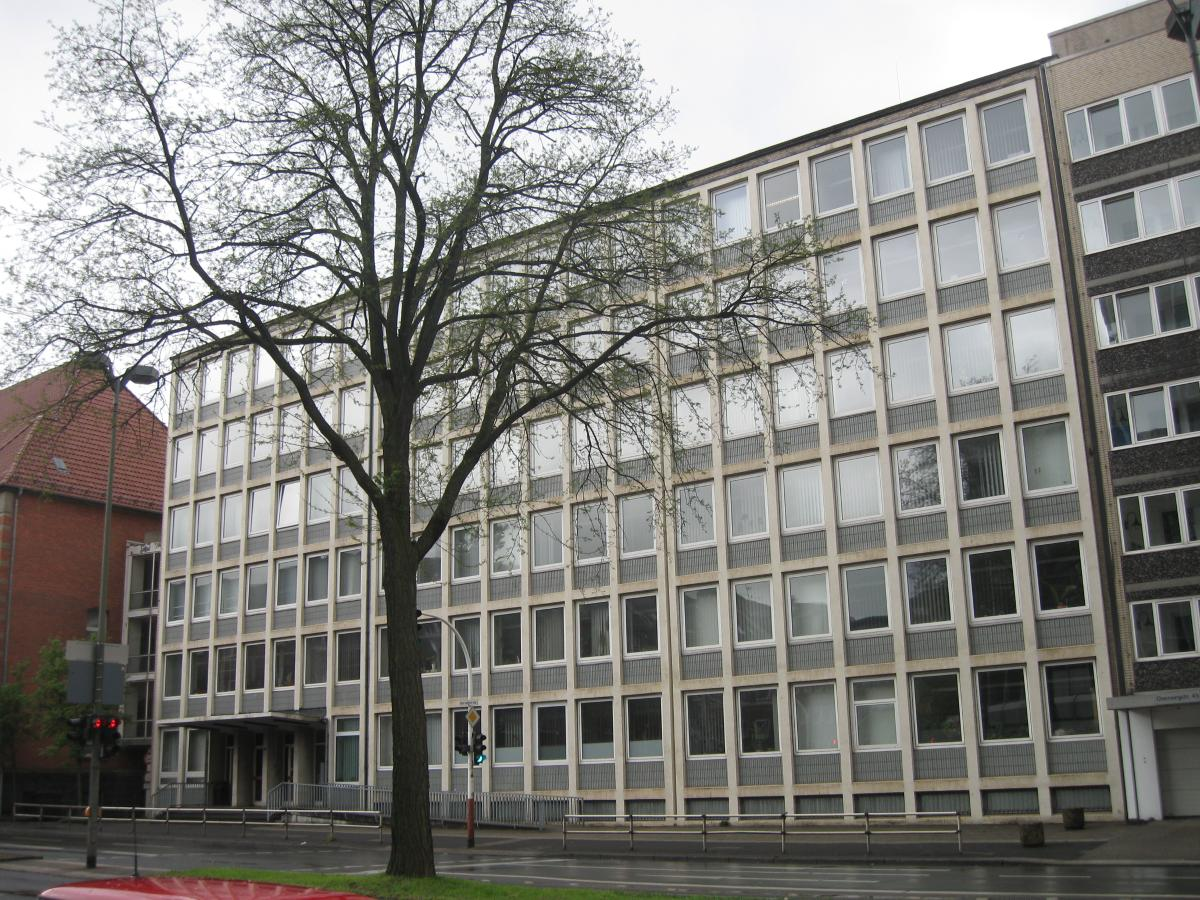
Früherer Sitz des Amtsgerichts Gelsenkirchen an der Overwegstraße (Anbau, 1958)

Das Amtsgericht Gelsenkirchen ist nach der Verschmelzung mit dem ehemaligen Amtsgericht Gelsenkirchen-Buer mit insgesamt 230 Mitarbeitern, darunter 35 Richter und die gleiche Zahl an Rechtspflegern, das größte der drei im Justizzentrum Gelsenkirchen in Gelsenkirchen-Ückendorf untergebrachten Gerichte (neben dem Amtsgericht zogen dort im Januar 2016 auch das Sozialgericht Gelsenkirchen und das Arbeitsgericht Gelsenkirchen ein). Vor der Zusammenlegung waren 21 Richter am alten Standort des bisherigen Amtsgerichts Gelsenkirchen an der Overwegstraße tätig. Da es in den letzten Jahren infolge der Baufälligkeit des alten Gerichtsgebäudes zur Schließung von Sitzungssälen wegen Einsturzgefahr gekommen war, mussten allerdings bis zum Umzug in den neuen Komplex auch bereits Ausweichquartiere im Gelsenkirchener Wissenschaftspark genutzt werden.

## Leitung
Direktor des Gerichts ist seit dem 8. Juni 2015 Mathias Kirsten, der frühere Vorsitzende Richter der 16. Zivilkammer des Landgerichts Essen, der zuletzt als Dezernent in der Landgerichtsverwaltung tätig gewesen war. Sein Vorgänger Jost-Michael Kausträter hatte die Leitung des Gerichts im Frühjahr 2009 mit der Perspektive übernommen, die Zusammenlegung der beiden Amtsgerichte der Stadt zu koordinieren. Dazu ist es in seiner Amtszeit aufgrund von Verzögerungen allerdings nicht mehr gekommen. Kausträter betreute den Bau des neuen Gelsenkirchener Justizzentrums, dessen Grundstein 2013 gelegt wurde. 2015 ging er als Referatsleiter zum Justizministerium des Landes Nordrhein-Westfalen, wo er die Einführung der elektronischen Akte koordinieren sollte.